# Championnat d'Océanie masculin de basket-ball des moins de 17 ans
Cet article traite de l'épreuve masculine. Pour la compétition féminine, voir Championnat d'Océanie féminin de basket-ball des moins de 17 ans.
Le Championnat d’Océanie masculin de basket-ball des moins de 17 ans est une compétition masculine de basket-ball qui oppose les meilleures sélections nationales d’Océanie des joueurs de moins de 17 ans. Elle est organisée par la FIBA Océanie tous les 2 ans depuis 2006. Le titre de champion d’Océanie se joue entre 5 sélections des différentes zones d'Océanie. Les deux équipes finalistes de la compétition se qualifient directement pour le Championnat d'Asie masculin de basket-ball des moins de 18 ans pour ensuite tenter de se qualifier pour la Coupe du monde masculine de basket-ball des moins de 19 ans.

## Palmarès

### Championnat d'Océanie U18
| Édition | Année | Pays hôte        | Finale           | Finale | Finale           | Petite finale                    | Petite finale                    | Petite finale                    | MVP              |
| Édition | Année | Pays hôte        | Champion         | Score  | Deuxième         | Troisième                        | Score                            | Quatrième                        | MVP              |
| ------- | ----- | ---------------- | ---------------- | ------ | ---------------- | -------------------------------- | -------------------------------- | -------------------------------- | ---------------- |
| 1re     | 2006  | Sydney           | Australie        | 2–0    | Nouvelle-Zélande | Aucune autre nation participante | Aucune autre nation participante | Aucune autre nation participante | non mis en place |
| 2e      | 2008  | Adélaïde         | Australie (2)    | 3–0    | Nouvelle-Zélande | Aucune autre nation participante | Aucune autre nation participante | Aucune autre nation participante | non mis en place |
| 3e      | 2010  | Palmerston North | Australie (3)    | 3–0    | Nouvelle-Zélande | Aucune autre nation participante | Aucune autre nation participante | Aucune autre nation participante | non mis en place |
| 4e      | 2012  | Wellington       | Australie (4)    | 3–0    | Nouvelle-Zélande | Aucune autre nation participante | Aucune autre nation participante | Aucune autre nation participante | non mis en place |
| 5e      | 2014  | Suva             | Australie (5)    | 84–81  | Nouvelle-Zélande | Nouvelle-Calédonie               | 63–56                            | Tahiti                           | non mis en place |
| 6e      | 2016  | Suva             | Nouvelle-Zélande | 57–51  | Australie        | Guam                             | 87–68                            | Nouvelle-Calédonie               | Quinn Clinton    |

### Championnat d'Océanie U17
| Édition | Année | Pays hôte    | Finale                                        | Finale                                        | Finale                                        | Petite finale                                 | Petite finale                                 | Petite finale                                 | MVP                                           |
| Édition | Année | Pays hôte    | Champion                                      | Score                                         | Deuxième                                      | Troisième                                     | Score                                         | Quatrième                                     | MVP                                           |
| ------- | ----- | ------------ | --------------------------------------------- | --------------------------------------------- | --------------------------------------------- | --------------------------------------------- | --------------------------------------------- | --------------------------------------------- | --------------------------------------------- |
| 1re     | 2017  | Hagåtña      | Australie (6)                                 | 93–55                                         | Nouvelle-Zélande                              | Guam                                          | 105–70                                        | Samoa                                         | Samson Froling                                |
| 2e      | 2019  | Nouméa       | Australie (7)                                 | 85–56                                         | Nouvelle-Zélande                              | Samoa                                         | 87–59                                         | Tahiti                                        | Josh Giddey                                   |
| 3e      | 2021  | Apia         | Non joué en raison de la pandémie de Covid-19 | Non joué en raison de la pandémie de Covid-19 | Non joué en raison de la pandémie de Covid-19 | Non joué en raison de la pandémie de Covid-19 | Non joué en raison de la pandémie de Covid-19 | Non joué en raison de la pandémie de Covid-19 | Non joué en raison de la pandémie de Covid-19 |
| 3e      | 2023  | Port Moresby | Australie (8)                                 | 96–49                                         | Nouvelle-Zélande                              | Samoa                                         | 132–63                                        | Guam                                          | non attribué                                  |

## Médailles par pays
Tableau actualisé après le championnat 2023.
| Rang | Nation             | Or | Argent | Bronze | Total |
| ---- | ------------------ | -- | ------ | ------ | ----- |
| 1    | Australie          | 8  | 1      | 0      | 9     |
| 2    | Nouvelle-Zélande   | 1  | 8      | 0      | 9     |
| 3    | Guam               | 0  | 0      | 2      | 2     |
| 3    | Samoa              | 0  | 0      | 2      | 2     |
| 5    | Nouvelle-Calédonie | 0  | 0      | 1      | 1     |

## Détail par pays
| Équipe                    | 2006 | 2008 | 2010 | 2012 | 2014 | 2016 | 2017 | 2019 | 2023 | Total |
| ------------------------- | ---- | ---- | ---- | ---- | ---- | ---- | ---- | ---- | ---- | ----- |
| Australie                 | 1er  | 1er  | 1er  | 1er  | 1er  | 2e   | 1er  | 1er  | 1er  | 9     |
| Fidji                     |      |      |      |      | 7e   | 6e   |      |      |      | 2     |
| Guam                      |      |      |      |      | 5e   | 3e   | 3e   | 5e   | 4e   | 5     |
| Îles Cook                 |      |      |      |      |      |      |      | 8e   |      | 1     |
| Îles Marshall             |      |      |      |      |      |      | 8e   |      |      | 1     |
| Îles Salomon              |      |      |      |      | 10e  |      |      |      |      | 1     |
| Nouvelle-Calédonie        |      |      |      |      | 3e   | 4e   | 6e   | 6e   |      | 4     |
| Nouvelle-Zélande          | 2e   | 2e   | 2e   | 2e   | 2e   | 1er  | 2e   | 2e   | 2e   | 9     |
| Palaos                    |      |      |      |      |      |      | 7e   |      |      | 1     |
| Papouasie-Nouvelle-Guinée |      |      |      |      | 9e   |      |      | 7e   | 5e   | 3     |
| Samoa                     |      |      |      |      | 6e   | 5e   | 4e   | 3e   | 3e   | 5     |
| Samoa américaines         |      |      |      |      | 8e   |      |      |      |      | 1     |
| Tahiti                    |      |      |      |      | 4e   | 7e   | 5e   | 4e   |      | 4     |
| Total                     | 2    | 2    | 2    | 2    | 10   | 7    | 8    | 8    | 5    |       |

Légende : en gras le pays organisateur.